# Metapseudes aucklandiae
Metapseudes aucklandiae är en kräftdjursart som beskrevs av Knud Hensch Stephensen 1927. Metapseudes aucklandiae ingår i släktet Metapseudes och familjen Metapseudidae. Inga underarter finns listade i Catalogue of Life.